# Ellips (retorik)
Ellips är en retorisk stilfigur och tankefigur i uttryck som kännetecknas av att en del av satsen utelämnas  och består av tre sammanhängande punkter. Ellips betyder uteslutning. Det är den första transformeringen och innebär att placeringen av ord kan förändra det språkliga uttrycket. 
Pleonasm, som innebär att obehövliga eller fördubblande ord läggs till, genom att två eller flera synonymer brukas, är motsatsen till ellips.

## Exempel
- ”Hela denna kväll har jag inte haft någon annan längtan än dig.”[1] Här står ordet "dig" för: ”längtan efter dig” (... ingen annan längtan än längtan efter dig).
- ”Var på besök hos mina släktingar i Stockholm.” [2](”Jag” är underförstått). Denna stilfigur förekommer mest i reklam, brev och dagböcker.